# Mamak, Ağlasun
Çanaklı là một thị trấn thuộc huyện Ağlasun, tỉnh Burdur, Thổ Nhĩ Kỳ. Dân số thời điểm năm 2010 là 1.33 người.